# میخائیل رد

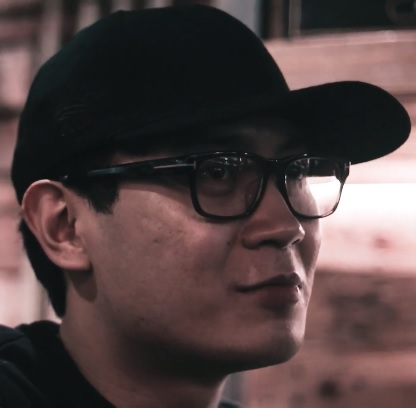
میخائیل رد - ۲۰۲۱

میخائیل رد (به انگلیسی: Mikhail Red) یک فیلمساز فیلیپینی تبار است. او بیشتر برای فیلم‌های شکار پرنده (۲۰۱۶)، نئومانیلا (۲۰۱۷)، وهم انگیز (۲۰۱۹)، بچه‌های مرده (۲۰۱۹)، بلوک زد (۲۰۲۰) و آریساکا (۲۰۲۱) شناخته می‌شود. از سینمای فیلیپین نخستین بار آثار این فیلمساز از شبکه نتفلیکس منتشر شد.

## زندگی شخصی
میخائیل رد در سن ۱۵ سالگی زیر نظر ماریلو دیاز-آبایا فیلمسازی را فرا گرفت و اولین فیلم کوتاه خود به نام آستانه را کارگردانی کرد. این فیلم رد را به اولین جشنواره بین‌المللی فیلم خود در آلمان برد.